# Weltwassertag

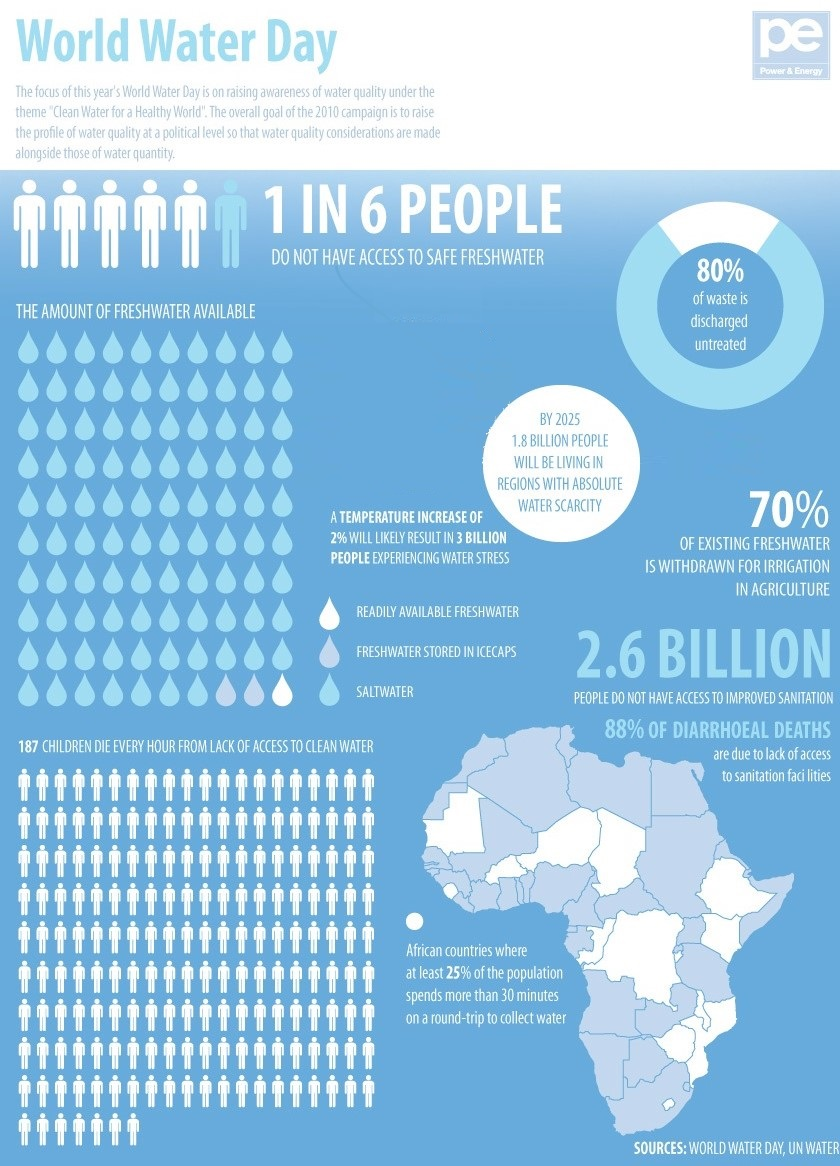
Plakat zum Weltwassertag

Der Weltwassertag (englisch World Water Day, französisch Journée mondiale de l’eau) findet seit 1993 jedes Jahr am 22. März statt und wird seit 2003 von UN-Wasser organisiert. In der Agenda 21 der UN-Konferenz für Umwelt und Entwicklung (UNCED) in Rio de Janeiro wurde er vorgeschlagen und von der UN-Generalversammlung in einer Resolution am 22. Dezember 1992 beschlossen. Seit seiner ersten Ausführung hat er erheblich an Bedeutung gewonnen.

## Beschreibung

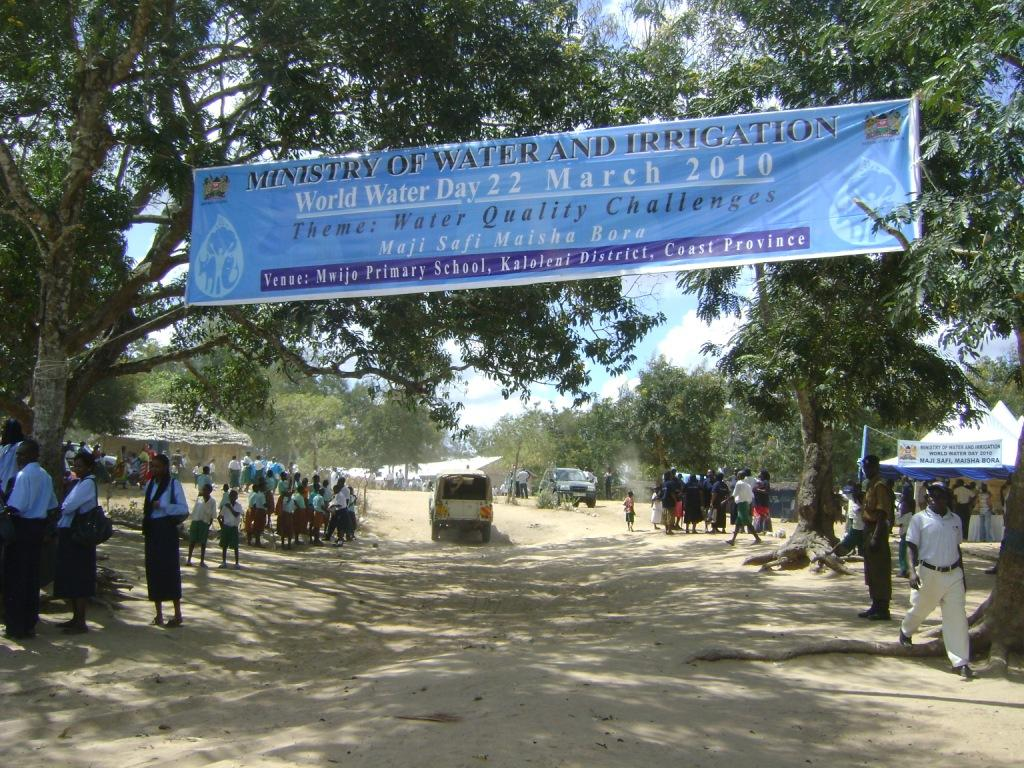
Weltwassertag am 22. März 2010: Banner des Ministeriums für Wasser und Bewässerung mit dem Jahresthema Wasserqualität an einem Schulgelände im Distrikt Kaloleni, Kenia

Die UN laden ihre Mitgliedsstaaten dazu ein, diesen Tag zur Einführung von UN-Empfehlungen zu nutzen und konkrete Aktionen in ihren Ländern zu fördern. Jedes Jahr übernimmt eine der vielen UN-Agenturen, die mit dem Thema Wasser befasst sind, die Leitung bei der Förderung und Koordinierung internationaler Aktionen für den Weltwassertag.
Der Weltwassertag 2005 stand unter Leitung der UN-Abteilung für wirtschaftliche und soziale Angelegenheiten (Department of Economic and Social Affairs, UN DESA) und markierte den Beginn des zweiten UN-Jahrzehnts „Water for Life – Wasser für das Leben“ (2005–2015).
Neben den UN-Mitgliedsstaaten haben auch einige nichtstaatliche Organisationen, die für sauberes Wasser und Gewässerschutz kämpfen, den Weltwassertag dazu genutzt, die öffentliche Aufmerksamkeit auf die kritischen Wasserthemen unserer Zeit zu lenken. So folgen seit 1997 alle drei Jahre Tausende dem Ruf des Weltwasserrats zur Teilnahme an einem Weltwasserforum während der Woche des Weltwassertags. Teilnehmende Gruppen und Organisationen stellen dabei besonders Punkte in den Vordergrund wie die Tatsache, dass eine Milliarde Menschen keinen Zugang zu sicherem und sauberem Trinkwasser hat oder dass vielfach die Geschlechtszugehörigkeit eine Rolle beim Wasserzugang spielt. Das heißt, dass Frauen innerhalb von Familien die Pflicht aufgebürdet wird, weite Wege und Mühen für das Holen des Trinkwassers auf sich zu nehmen.
Alle zwei Jahre wird in Deutschland am Weltwassertag die Flusslandschaft des Jahres gekürt. Seit 2011 wird am Weltwassertag jährlich der Gewässertyp des Jahres bekanntgegeben.
Neben dem UN-Weltwassertag gibt es auch noch die UN-Wasserdekade, die im Dezember 2016 von den Vereinten Nationen beschlossen wurde und von 2018 bis 2028 läuft.

## Themen

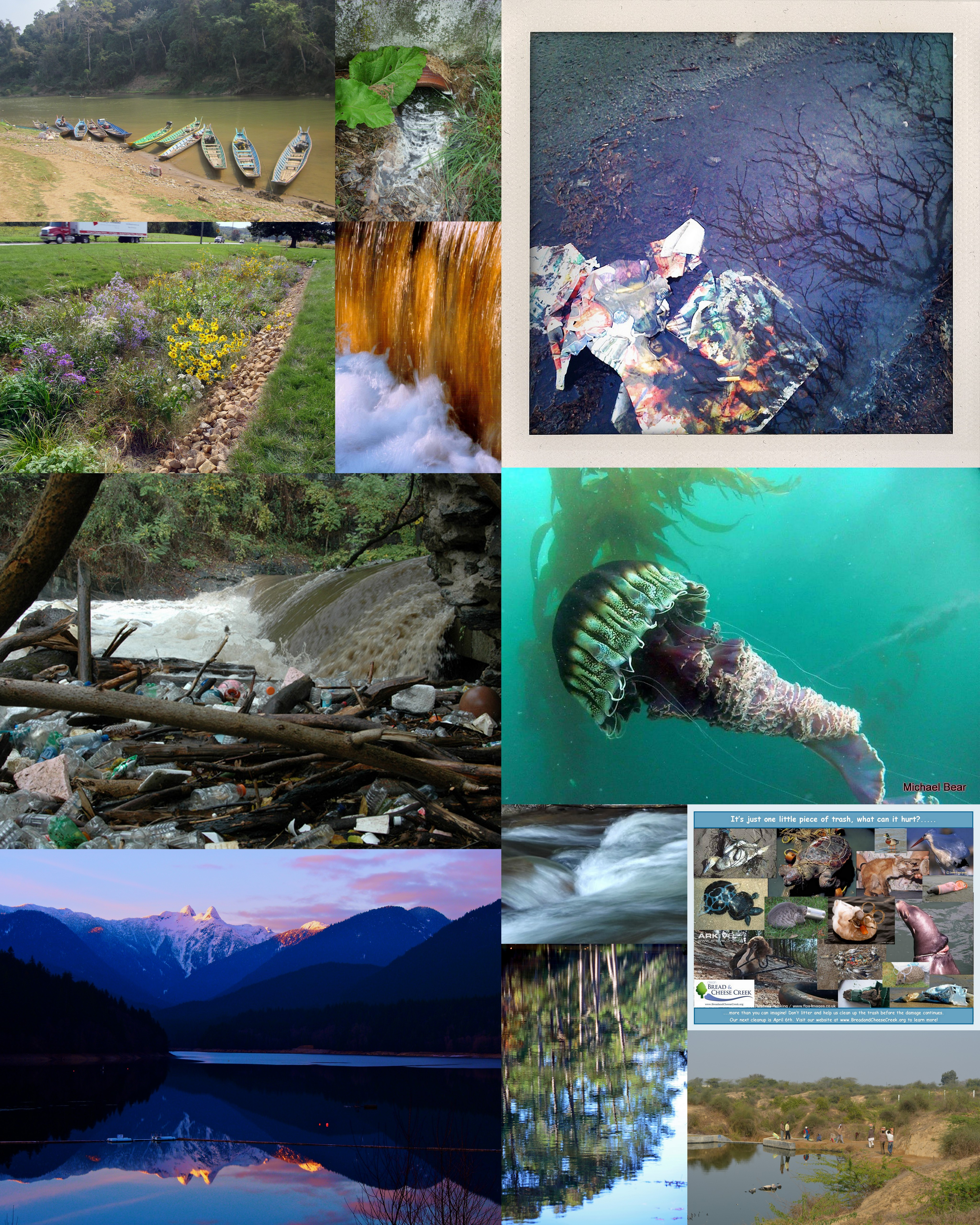
Von der US-Umweltschutzbehörde EPA zum Weltwassertag 2013 zusammengestellte Foto-Collage

Der Gedenk- und Aktionstag wird jedes Jahr unter ein anderes Motto gestellt (Auswahl):
- 2010: Wasserqualität (Water Quality Challenge)
- 2011: Wasser für urbane Räume (Water for Cities—Responding to the Urban Challenge)
- 2012: Nahrungssicherheit und Wasser
- 2013: Wasser und Zusammenarbeit
- 2014: Wasser und Energie
- 2015: Wasser und nachhaltige Entwicklung
- 2016: Wasser und Arbeitsplätze
- 2017: Abwasser – die ungenutzte Ressource
- 2018: Wasser natürlich bewirtschaften
- 2019: Niemand zurücklassen – Wasser und Sanitärversorgung für alle (Leaving no one behind—water and sanitation for all)
- 2020: Wasser und Klimawandel
- 2021: Wasser schützen[3]
- 2022: Unser Grundwasser: der unsichtbare Schatz[4]
- 2023: Den Wandel beschleunigen (Accelerating Change)[5]
- 2024: Wasser für den Frieden (Water for Peace)[6]
- 2025: Erhalt der Gletscher (Glacier Preservation)[7]

## Weltwasserwoche

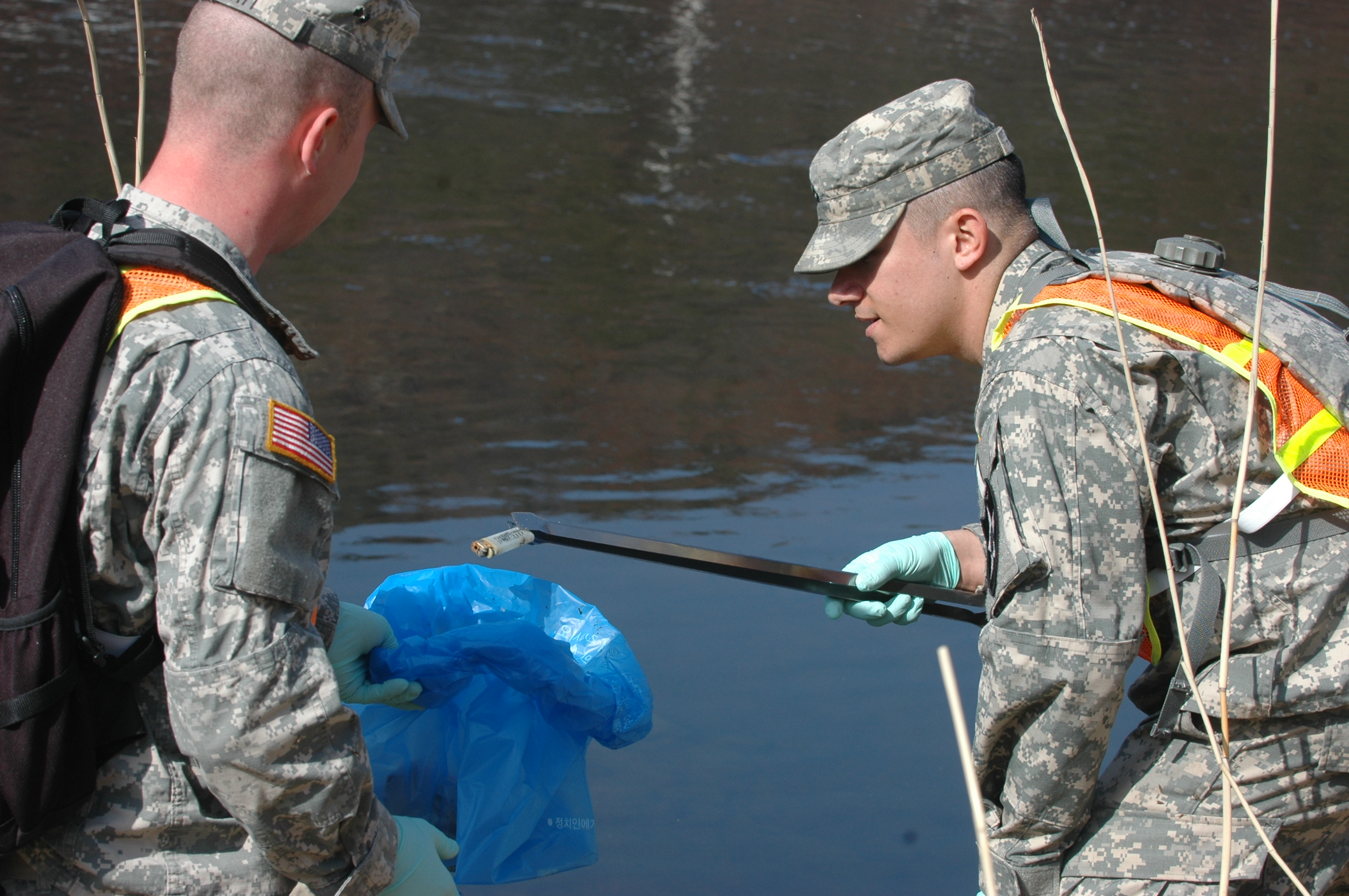
Weltwassertag März 2009: US-Soldaten beim Müll-Sammeln an einem Fluss in Südkorea

Neben dem Weltwassertag findet jährlich im schwedischen Stockholm Ende August/Anfang September die internationale Weltwasserwoche statt: Hier treffen sich z. B. Verbände der Wasserwirtschaft wie die deutsche Allianz der öffentlichen Wasserwirtschaft e. V. (AöW), das deutsche Nichtregierungs-Organisations-WASH-Netzwerk („WASH“ für WAsser, Sanitärversorgung, Hygiene), sowie entsprechende Hersteller, Industrie-Vertretende, Politik usw. zum fachlichen Austausch sowie zur Entwicklung und Vernetzung.
Die Stockholmer Weltwasserwoche startete ursprünglich 1991 als Stockholmer Wassersymposium, 2001 wurde der Name „Weltwasserwoche in Stockholm“ etabliert, veranstaltet vom Stockholm International Water Institute (SIWI), welches ein Konferenzthema auswählt, um einen besonderen Schwerpunkt auf einen Aspekt der weltweit eskalierenden Wasserkrise zu legen. Anfänglich wurde ein Thema über vier bis fünf Jahre behandelt, seit 2008 wird jedes Jahr ein anderes Thema gewählt.
2023 fand die Weltwasserwoche Stockholm vom 20. bis 24. März statt unter dem Motto Seeds of Change: Innovative Solutions for a Water-Wise World („Saat des Wandels: Innovative Lösungen für eine wasserbewusste Welt“) mit Veranstaltungen online sowie in Präsenz.
Ebenfalls 2023 fand im Anschluss an den Weltwassertag vom 22. bis 24. März die zweite UN-Wasserkonferenz seit 1977 am Stammsitz der Vereinten Nationen in New York statt.

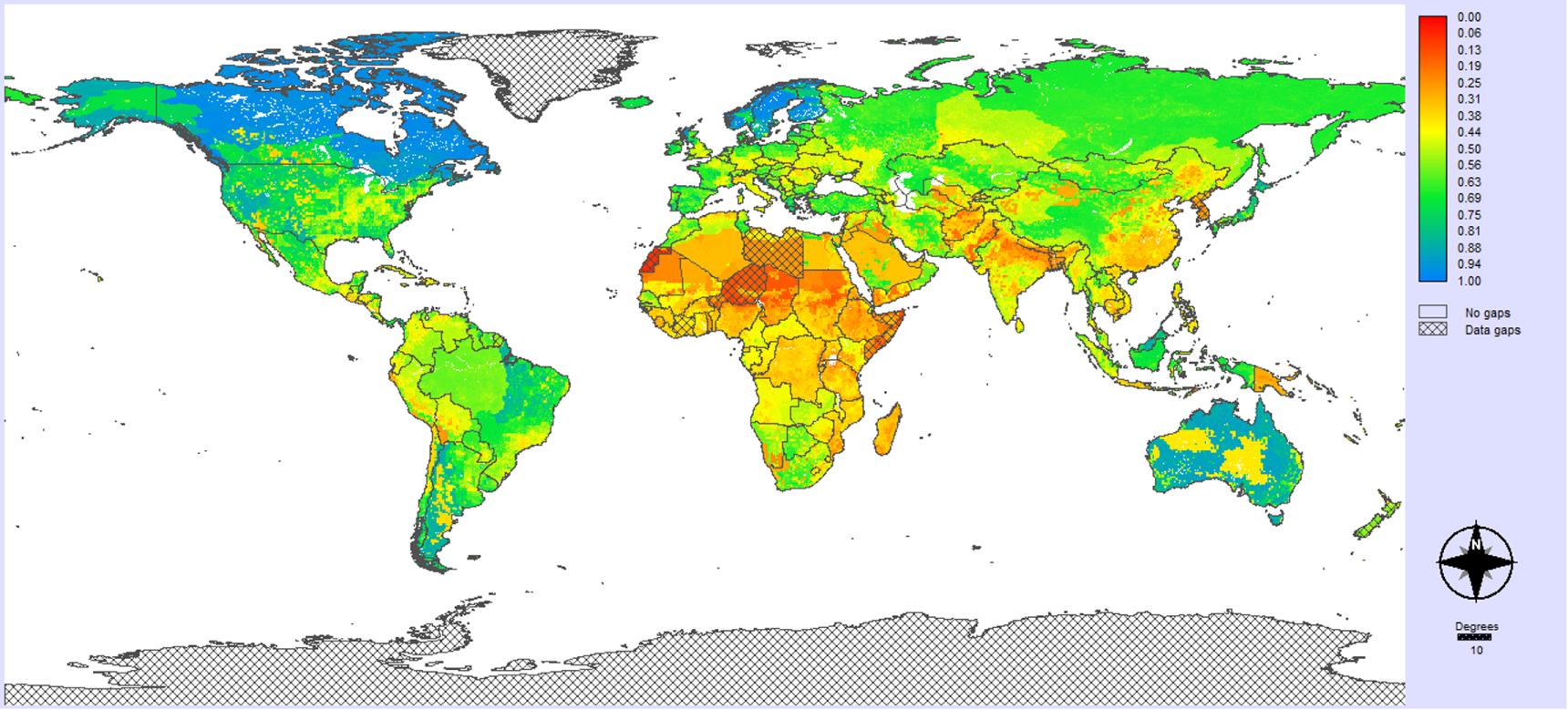
Weltkarte zum Weltwasserindex, zur Sicherheit der Wasserversorgung bzw. des Zugangs zu Wasser (2010)

## Publikationen
- Thomas Burian, Dirk Eden: Ilz – Flusslandschaft der Jahre 2002/3: die schwarze Perle, Weltwassertag 22. März 2004, Wasserwirtschaftsamt Niederbayern (Regierungsbezirk), Passau 2004, OCLC 76780989[11]